# Bang (James Gang)
Bang è il sesto album in studio del gruppo musicale statunitense James Gang, uscito nel 1973. 
Si tratta del primo album dei James Gang album con il nuovo chitarrista solista Tommy Bolin dopo che Domenic Troiano uscì dalla band.

## Tracce
Tutte le tracce sono di Tommy Bolin e John Tesar eccetto dove indicato.
1. Standing In The Rain (Tommy Bolin) – 5:05
2. The Devil Is Singing Our Song – 4:22
3. Must Be Love (Bolin, Jeff Cook) – 3:48
4. Alexis (Tommy Bolin, Cook) – 5:07
5. Ride The Wind (Bolin, Roy Kenner) – 3:45
6. Got No Time For Trouble – 3:47
7. Rather Be Alone With You (Song For Dale) (Kenner) – 2:05
8. From Another Time – 4:00
9. Mystery – 6:10

## Formazione
- Roy Kenner – voce, percussioni
- Tommy Bolin – chitarra, cori, voce principale in "Alexis", sintetizzatore
- Dale Peters – basso, cori, percussioni
- Jim Fox – batteria, cori, percussioni, tastiere